# Заробян, Яков Никитович
Я́ков Ники́тович Заробя́н (арм. Յակով Նիկիտայի Զարոբյան, 25 сентября 1908 года, г. Артвин, Батумская область, Российская империя — 11 апреля 1980 года, г. Москва, РСФСР, СССР) — советский армянский государственный деятель. Первый секретарь Центрального Комитета Коммунистической партии Армении (1960—1966).
Депутат Верховного Совета СССР 4—6 созывов (1954—1966), депутат Верховного Совета Армянской ССР 3—6 созывов (1951—1967).
Член ВКП(б) с 1932 года. Член ЦК КПСС (1961—1966).

## Биография

### Детство и годы учёбы
Яков Никитович Заробян (Акоб Мкртичевич Зурабян) родился 25 сентября 1908 года в городе Артвин Батумской области Российской империи в семье крестьянина-ремесленника Мкртича Зурабяна. В ноябре 1914 года, когда Турция вступила в Первую мировую войну, семья Зурабянов — глава семьи Мкртич, жена, трое сыновей и дочь, погрузив на единственного осла свои вещи, эмигрировала в город Батуми, пройдя пешком около 50 километров. В городе-порте было много беженцев-армян, которые стремились переселиться в Нахичеван-на-Дону. Семья жила в ужасных условиях: не выдержав их, умерли сначала отец, а затем и старший брат Акоба. В 1918 году он начал работать подмастерьем в мастерской по пошиву обуви, одновременно учась в четырёхлетней армянской школе.
В 1922 году семья в товарном вагоне переезжает в город Нахичеван-на-Дону (ныне — часть Пролетарского района города Ростова-на-Дону). В 1922—1925 годах Акоб учится в Первой советской трудовой школе-девятилетке второй ступени, обучение в которой велось на русском языке. Чтобы содержать семью, Акоб работал учеником в мастерской кавказских туфель. В 1925 году он отправляется в Харьков, куда за год до того отправились мать и сестра, тем же вступает в ряды ВЛКСМ. В комсомольском билете его записали как Якова Никитовича Заробяна (настоящее имя Акоб Мкртичевич Зурабян). Поправок юноша вносить не стал. В течение года Яков работал приказчиком в магазине и в пекарне. В 1928 году трудится на хозяйственном дворе завода «Свет шахтёра» — сначала чернорабочим, а позднее крановщиком и токарем. В 1920-х годах в СССР начинается движение рабселькоров. Яков Заробян принимает в нём активное участие: он размещает свою заметку о бесхозности хозяйственного двора в стенгазете завода «Свет шахтёра».
В 1931 году Яков Заробян поступает на факультет машиностроения Харьковского электротехнического института и, без отрыва от производства оканчивает его в 1938 году. В том же году оканчивает Высшую партийную школу в Москве. Член ВКП(б) с 1932 года. В 1932—1936 годы работает в редакции газеты «Харьковский пролетарий» (укр. Харківський пролетар) на украинском языке, которая впоследствии переименовалась в «Социалистическую Харьковщину» (укр. Соціалістична Харківщина). Сначала он занимает должность заведующего отделом по работе с рабселькорами, после чего заведующего промышленно-транспортным отделом. В июне 1936 года Яков Заробян переходит на работу на Харьковский электромеханический завод имени Сталина. Сперва он работает как техник и инженер-расчётчик, после чего назначается на должность заместителя начальника завода. 27 августа 1939 года женится на уроженке нахичеванского села Кзнут Арпеник Тараянц, с которой счастливо прожил свыше 40 лет. В октябре 1939 года Заробян назначается секретарём партийного комитета завода. Этой должностью начинается политическая карьера Заробяна.

### Начало политической карьеры.Великая Отечественная война.Армения
В октябре 1940 года Яков Заробян избирается секретарём Сталинского районного комитета КП(б) Украины. Одновременно он проходит переподготовку в полку управления Харьковского военного округа, а затем — на военных курсах ЦК ВКП(б). В этой же должности Яков Заробян встретил начало Великой Отечественной войны. 22 июня было созвано объединенное заседание бюро областного и городского комитета партии с участием секретарей райкомов и партийного актива города и области. С начала Великой Отечественной войны до вступления немецко-фашистских войск в Харьков 24 октября 1941 года Яков Заробян готовит кадры подпольщиков, формирует корпус народного ополчения, организует строительство оборонительных сооружений на подступах к городу, эвакуирует промышленные предприятия и жителей. Из Харькова Яков Заробян уходил одним из последних в направлении Старого Салтова с группой работников райкома. Они чудом избежали пленения. В своей книге «Яков Заробян и его эпоха» сын Якова Никита Заробян пишет:

Когда отец во главе группы партработников выходил из Харькова, они оказались перед развилкой дороги и не знали куда идти. Одно из направлений вело к поселку Никитовка, и отец принял решение двигаться именно в этом направлении. Потом выяснилось, что это было единственно правильным решением. Через несколько часов немецкое кольцо окружения вокруг Харькова сомкнулось. Если бы отец выбрал другую дорогу, то судьба его была бы предрешена. С евреями и коммунистами немцы в то время не церемонились, тем более с партийными функционерами.
— Заробян Н. Я. Яков Заробян и его эпоха
По заданию ЦК КП(б) Украины до декабря 1941 года Заробян находился в городе Купянске, расположенном в 100 километрах от Харькова. В то время семья Заробяна — мать, жена и сын были эвакуированы в Уфу. По заданию ЦК ВКП(б) Заробян ездил в военные командировки в Куйбышев, Воронеж, Сталинградскую и Саратовскую области, семь лет, начиная с 1942 года, работал заведующим отделом электростанций, заместителем секретаря по оборонной промышленности, и с июля 1947 года секретарём по промышленности Омского областного комитета ВКП(б). В 1944 году семья Заробяна направляется в Омск, где и рождается дочь Тамара.
Впервые возможность работать на родине — в Армении Яков Заробян получает в 1949 году. 15 апреля в ЦК ВКП(б) подписывается указ о направлении Заробяна в Армянскую ССР, в распоряжение ЦК КП(б) Армении. Политическая карьера Якова Заробяна в Армении начинается с должности заведующего отделом административных органов ЦК КП(б) Армении, а в 1950 году назначается на должность второго секретаря Ереванского городского комитета КП(б) Армении. В то время второй секретарь горкома фактически являлся руководителем городской партийной организации, поскольку практически первым секретарём горкома считался первый секретарь ЦК КП(б) Армении. С апреля 1952 года Яков Заробян в течение года работает заместителем министра МГБ Армянской ССР по кадрам, а в мае 1953 года он назначается заместителем заведующего отделом партийных, профсоюзных и комсомольских органов ЦК КП Армении. Через полгода Якова Заробяна вызвали в Москву и предложили занять пост первого секретаря ЦК КП(б) Армении вместо Григория Арутинова. Он отказался, поскольку недостаточно знал особенности республики и армянский язык. Должность занял Сурен Товмасян. В ноябре 1953 года Яков Заробян был назначен на должность секретаря ЦК КП Армении по промышленности, был избран членом бюро ЦК КП Армении. Период работы Заробяна в качестве секретаря ЦК по промышленности был очень плодотворным: развивалось производство страны. В этот период вступила в строй Гюмушская гидроэлектростанция, Электроламповый завод в Ереване, Каджаранский медно-молибденовый комбинат, Ленинаканский текстильный комбинат, завершено строительство нового здания Коньячного завода в Ереване и так далее. Запланировано было строительство в Кировакане заводов по производству искусственного волокна и ацетилцеллюлозы, расширение завода «Поливинилацетат», начато проектирование газопровода Ставрополь-Тбилиси-Ереван, железнодорожной линии Ереван-Акстафа. В 1956 году на совещании в Кремле обсуждался вопрос об электронике. В то время Советский Союз отставал в этой области. Была поставлена задача: создать несколько научных центров в стране, которые будут исследовать электронику. Яков Заробян предложил Никите Хрущёву создать один такой центр в Армении, поскольку в республике была развитая наука. Впоследствии в июле 1956 года был создан Ереванский научно-исследовательский институт математических машин, директором которого по предложению Заробяна был назначен самый молодой член Академии наук СССР Сергей Мергелян (сейчас институт носит его имя). В 1958—1960 годах Яков Заробян — 1-й заместитель председателя Совета Министров Армянской ССР. 12 февраля 1960 года пленум ЦК КП Армении избирает Якова Заробяна вторым секретарём ЦК КП Армении. На этой должности Заробян остаётся 11 месяцев.

### Первый секретарь ЦК КП Армении
28 декабря 1960 года внеочередной пленум ЦК КП Армении избирает Якова Никитовича Заробяна первым секретарём ЦК КП Армении. С 1955 года перед республикой стояла большая проблема: уровень воды в озере Севан стал резко падать. Причиной были постоянные пропуски воды на энергетические и сельскохозяйственные нужды, негативные биологические процессы, связанные с уменьшением толщи воды. 1960-й тоже выдался трудным годом: темпы роста производства в Армении замедлились. То же наблюдалось по всему Советскому Союзу.
6 — 10 мая 1961 года Армянскую ССР посетил Первый секретарь ЦК КПСС, Председатель Совета Министров СССР Никита Сергеевич Хрущёв. У него была насыщенная программа мероприятий: торжественное заседание Верховного Совета Армянской ССР и ЦК КП Армении, митинг на Республиканском стадионе, официальный приём в честь 40-й годовщины Армянской ССР и республиканской коммунистической партии, посещение озера Севан, Бюраканской астрофизической обсерватории, Академии наук Армянской ССР, Матенадарана, завода имени Кирова, Выставки достижений народного хозяйства Армянской ССР. Знакомство с республикой Хрущёв начал с посещения в день прилета, после короткого отдыха, ВДНХ. Вечером того же дня он побывал в Театре имени Спендиарова на опере Армена Тиграняна "Давид-Бек". Всё это время рядом с Хрущёвым были Яков Заробян и Анастас Микоян. В Ереване тщательно готовились к приезду гостя: Яков Заробян составил список важных для республики вопросов для обсуждения. Главным из них был вопрос спасения озера Севан, который обсуждался во время прогулки на небольшом теплоходе «Анастас Микоян». Позже в Москве, докладывая на Пленуме ЦК КПСС о своем визите в Армению, Никита Хрущёв сказал:
Я не представлял себе, что в этой горной, полупустынной стране живет такой героический, до конца преданный нам народ.
Об этом Якову Заробяну сообщил Анастас Микоян.
12 августа 1961 года было подписано постановление Совета Министров СССР № 726 «О мероприятиях по переброске части стока реки Арпы в озеро Севан с целью сохранения его уровня на отметке, близкой к естественным условиям». Строительные работы тоннеля Арпа-Севан начались в 1963 году и закончились в 1981 году. Тоннель входит в число самых длинных тоннелей мира, его длина составляет 48 314 метров. Также Якову Заробяну удалось договориться в Москве, чтобы с Армении в 8-й пятилетке (1966—1970) сняли план по производству хлопка. Армянские земледельцы считали, что хлопок выращивать невыгодно, и не занимались этим. Урожайность и качество армянского хлопка были заметно ниже, чем в среднеазиатских республиках и Азербайджане. Яков Заробян на этот счёт отметил: «Вся Армения давала хлопка меньше, чем один совхоз в Узбекистане».
Заробяну удалось доказать руководству в Москве низкую эффективность хлопководства в Армянской ССР. После снятия плана по производству колхозы и совхозы, которые выращивали хлопок, смогли перейти к выращиванию других культур, существенно поднять эффективность хозяйствования и благосостояние своих работников.

#### 50-летиеГеноцида армян
В начале 1962 года Яков Заробян встречался с известным ливанским общественным деятелем армянского происхождения Андраником Царукяном. К тому времени у Заробяна уже была идея помянуть 50-летие геноцида на государственном уровне. Во время той встречи Яков Заробян сказал:
Моя мечта — достичь объединения диаспоры вокруг Советской Армении. Мы друг другу очень нужны. Особенно для сохранения армянства. Родина одна, армянство также пусть будет единым, в едином крепком содружестве.
В советское время тема Геноцида армян была запретной. Многие члены Президиума (с 1966 — бюро) ЦК КП Армении весьма настороженно относились к идее проведения официальных мероприятий в связи с 50-летием геноцида, опасаясь инцидентов и санкций со стороны Москвы. Нужно было добиться согласия Президиума (с 1966 — Политбюро) ЦК КПСС на проведение официальных мероприятий. Было проведено несколько совещаний в ЦК КП Армении с участием ведущих историков, подготовлены справки для руководства в Москве. В течение 1964 года Яков Заробян несколько раз встречался с Никитой Хрущёвым, Леонидом Брежневым, Андреем Громыко, Михаилом Сусловым, Николаем Подгорным. Громыко опасался недовольства турок, с которыми в тот период были установлены хорошие отношения, но в конце концов согласился с предложениями, но с одним условием: «Только, пожалуйста, без территориальных претензий».

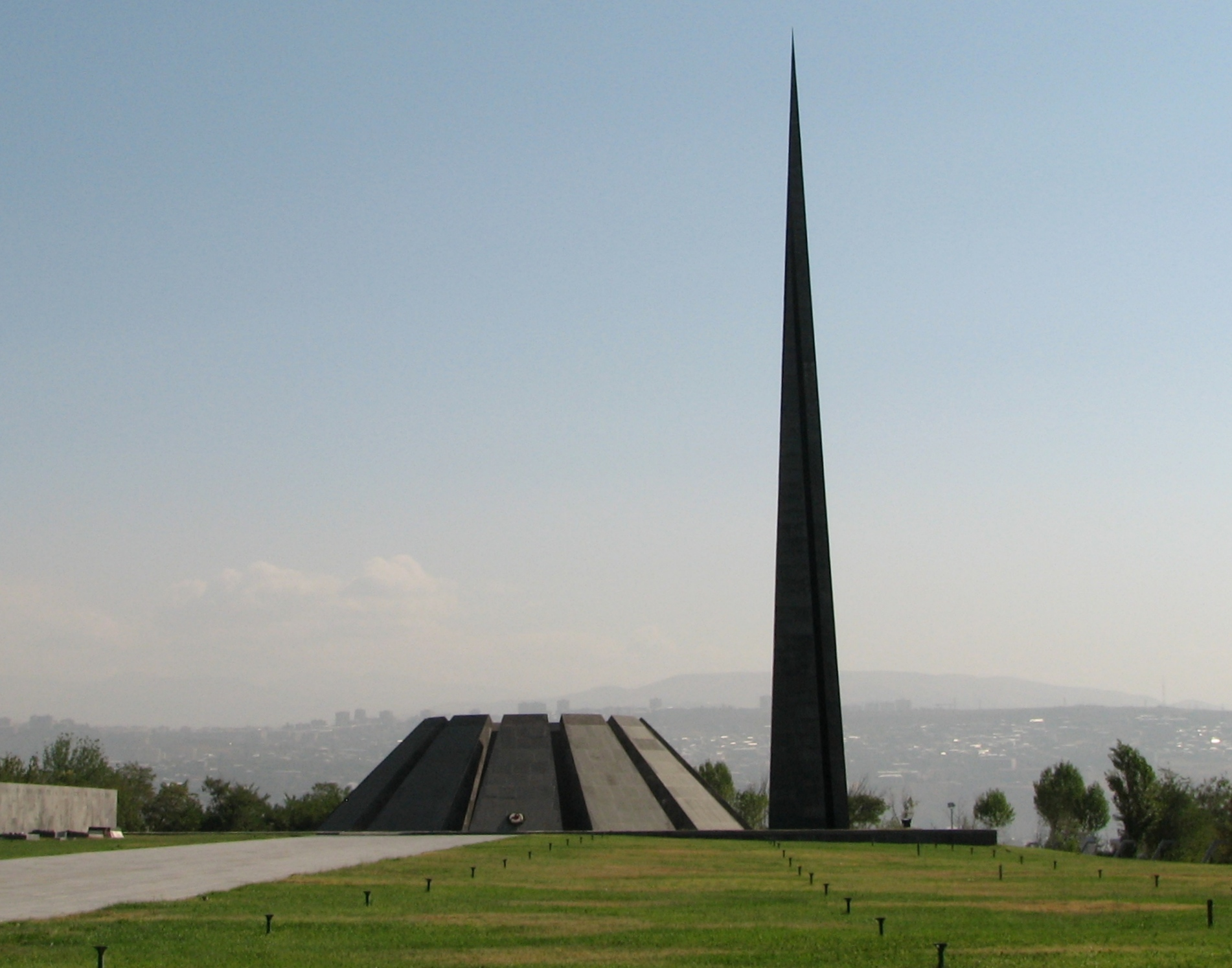
Мемориальный комплекс «Цицернакаберд»

Суслов считал это неоправданным разжиганием национализма и покушением на идеологические догмы. Такого же мнения придерживался Анастас Микоян. 13 ноября 1964 года президиум ЦК КП Армении одобрил подготовленный текст письма «О мероприятиях в связи с 50-летием массового истребления армян в 1915 году», тем не менее над текстом работали ещё месяц, в основном, над формулировками предлагаемых мероприятий. 13 декабря 1964 года окончательно отредактированное письмо было отправлено в ЦК КПСС. В результате этого начали публиковаться статьи, книги и сборник архивных документов о геноциде армян. 24 апреля 1965 года в Ереване прошло многолюдное шествие и митинг на площади Ленина с участием молодежи и творческой интеллигенции. К митингующим приехали и выступили от имени руководства республики первый секретарь ереванского городского комитета КП Армении Бадал Мурадян, председатель Совета Министров Армянской ССР Антон Кочинян, президент Академии наук Армянской ССР Виктор Амбарцумян в попытке успокоить людей.
После выступления руководители покинули площадь Ленина, а участники митинга приняли обращение, адресованное ЦК КПСС, Совету Министров СССР, Президиуму Верховного Совета СССР. Затем митингующие отправились в парк имени Комитаса. Выступило множество людей, в том числе Сильва Капутикян и Паруйр Севак. Вечером 24 апреля 1965 года состоялось официальное собрание общественности в Театре оперы и балета имени Александра Спендиарова. В президиуме собрания места заняли члены президиума ЦК КП Армении во главе с первым секретарем ЦК Яковом Заробяном, министры, деятели науки и искусства. В правительственной ложе находился Католикос всех армян Вазген I. Председательствовал на собрании Председатель Президиума Верховного Совета Армянской ССР Нагуш Арутюнян. К концу выступления Виктора Амбарцумяна послышался шум, доносящийся извне. Нагуш Арутюнян объявил об окончании торжественной части. Ещё перед началом собрания перед театром собралась толпа людей, желавших также участвовать в собрании. Из толпы начали бросать камни в двери фойе, посыпались осколки стекла, поранив нескольких человек. Толпа напирала. Милиция попыталась утихомирить демонстрантов струей воды из брандспойта, но это не помогло: толпа ворвалась в помещение оперного театра и в зал, скандируя «Земли, наши земли!». Было предложение ввести в город войска, но Яков Заробян заявил: «Против собственного народа войска не пущу!»
В итоге было задержано несколько десятков человек, но их действия квалифицировали как мелкое хулиганство. В эти дни подписывается указ «Об установлении монумента в память об армянах, павших в Первую мировую войну», ныне — мемориальный комплекс «Цицернакаберд». В качестве места строительства был выбран возвышающийся над ущельем реки Раздан холм Цицернакаберд. В марте 1965 года был объявлен конкурс, на котором были представлены 78 работ. По итогам конкурса был выбран проект архитекторов Артура Тарханяна и Сашура Калашяна. Основные строительные работы длились до 1967 года, хотя позднее достраивались отдельные элементы.
Из воспоминаний Серо Ханзадяна:

В канун 1965 года народ потребовал от властей отметить 50-летие геноцида армянского народа. Кремль упорно противился этому. Заробян был непреклонен:
— Мы отметим этот день нашей скорби. Отметим! И будьте готовы к испытаниям, которые нам устроит Центр.
Он показал мне письмо-требование, отправленное им в Москву. Пробежав его глазами, я спросил:
— Почему Вы в этом послании корите дашнаков? Они же всегда были верными защитниками интересов народа.

— Ты прав, орел, — сказал Заробян, — нам надо схитрить. Советский Союз — друг Турции. Нужно схитрить. В конечном счете, куда важнее, чтобы Москва позволила обелиск возвести. Я ему и говорю:

— А почему назвали обелиск «В память об армянах, павших в Первую мировую войну».

— Пусть так будет на бумаге называться, лишь бы нам позволили возвести мемориал. Придет время, и народ даст ему истинное название.
Так оно и случилось. Обелиск в народе зовется Егерни (арм. Եղեռն, в переводе с армянского языка — геноцид) — в «Память о жертвах геноцида».

5 февраля 1966 года в Ереване состоялся внеочередной пленум ЦК КП Армении длительностью 17 минут. В пленуме участвовал секретарь ЦК КПСС Иван Васильевич Капитонов. Он отметил, что Заробян нетребователен к кадрам, что у него не совсем верный стиль и методы работы, неровное отношение к руководящим работникам. Без содержательного обсуждения Яков Заробян был освобождён от должности первого секретаря ЦК КП Армении. Должность занял Антон Кочинян. Якову Заробяну было предложено несколько должностей, в том числе должность посла в иностранном государстве. Через несколько дней он был направлен в Москву, на должность заместителя министра электротехнической промышленности СССР.

### Работа вМосквеи последние годы жизни
Работая на должности заместителя министра электротехнической промышленности СССР, Яков Заробян всячески поддерживает связь с Арменией: следит за строительством тоннеля Арпа-Севан, опекает те 23 предприятия электротехнической промышленности в Армянской ССР, которые напрямую ему подчинялись. В 1974 году Яков Заробян получает возможность возвратиться в Армянскую ССР, где произошла смена власти. Первым секретарём ЦК КП Армении был избран Карен Демирчян. Рассматривалась кандидатура Якова Заробяна на должность председателя президиума Верховного совета Армянской ССР, но впоследствии эту должность занял Бабкен Саркисов. За всю политическую карьеру Яков Заробян избирался депутатом Верховного Совета СССР 4—6 созывов (1954—1966), депутатом Верховного Совета Армянской ССР 3—6 созывов (1951—1967), делегатом ХХ, XXI и XXII съездов КПСС, членом ЦК КПСС (1961—1966), членом Закавказского бюро ЦК КПСС (1962—1964), членом ЦК КП Армении (1951—1966). На должности заместителя министра электротехнической промышленности СССР Яков Заробян остаётся до 1980 года. 1 января он вышел на пенсию.
Яков Заробян скончался 11 апреля 1980 года в Москве. Согласно своему завещанию, похоронен в Ереванском городском пантеоне.

## Награды
- Орден Октябрьской Революции
- Орден Трудового Красного Знамени
- Орден Красной Звезды (1945)[5]
- Медали СССР, в том числе:
  - Медаль «За победу над Германией в Великой Отечественной войне 1941—1945 гг.» (1946)
  - Медаль «За доблестный труд в Великой Отечественной войне 1941—1945 гг.» (1945)
  - Медаль «Двадцать лет победы в Великой Отечественной войне 1941—1945 гг.»
  - Медаль «Тридцать лет Победы в Великой Отечественной войне 1941—1945 гг.».

## Память

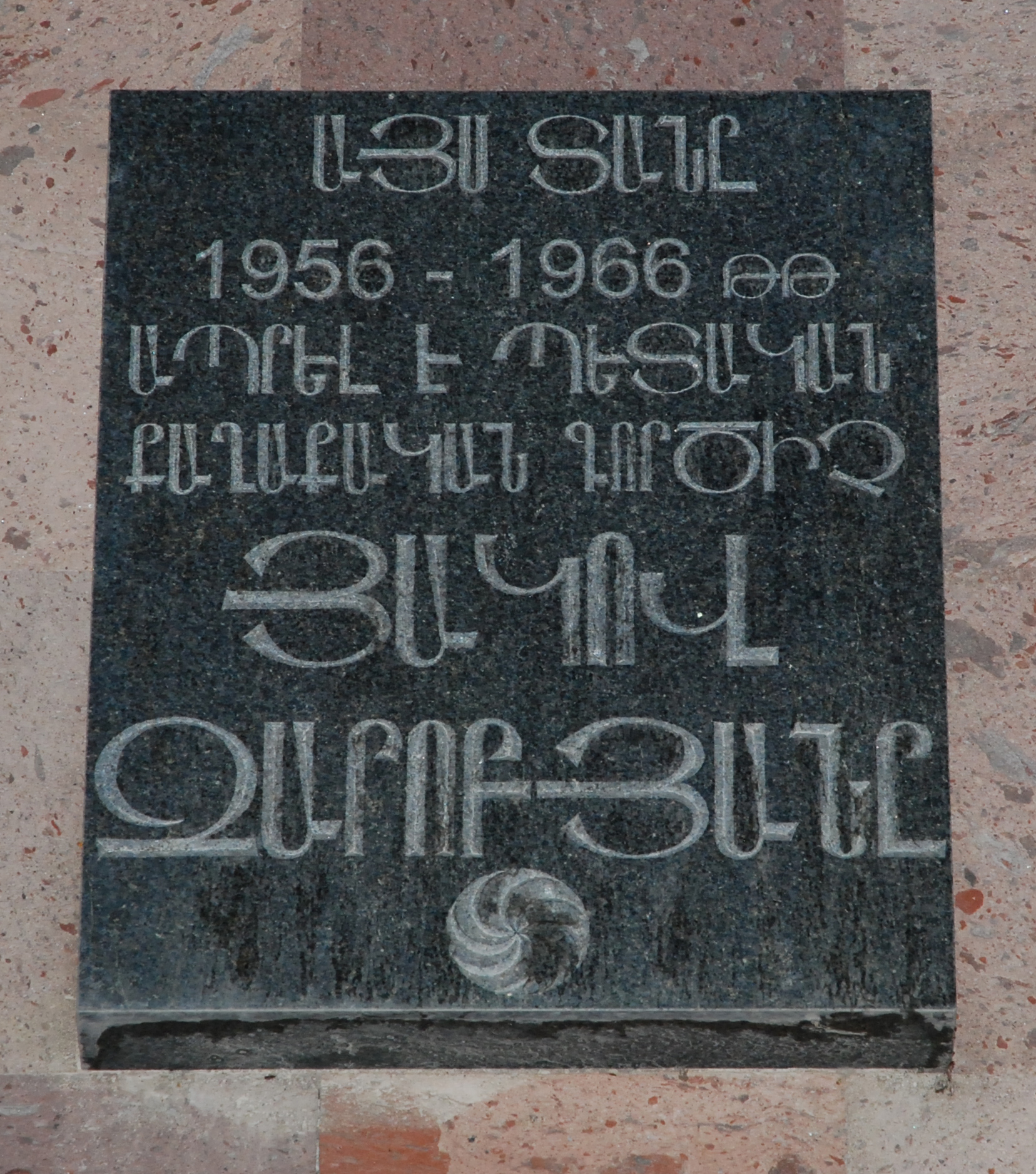
Мемориальная доска на доме, где жил Яков Заробян
(ул. Исаакяна, 38)

- В память о Якове Заробяне в Ереване установлена мемориальная доска на доме, где он жил с 1956 по 1966 год (ул. Исаакяна, дом 38)[8]
- Именем Якова Заробяна названа улица в Ереване[9]
- Именем Якова Заробяна назван тоннель Арпа-Севан с 25 марта 2010 года[10]
- Именем Якова Заробяна названа школа в городе Севан[11]
- В 2008 году праздновалось 100-летие со дня рождения Якова Заробяна. Была приглашена юбилейная комиссия под председательством Премьер-министра РА Тиграна Саркисяна. В день рождения Якова Заробяна в Национальном Архиве Армении была организована выставка фотографий и архивных материалов, посвящённых жизни и деятельности Заробяна, подготовлены радио- и телевизионные передачи[11].